# Ян из Буска
Ян из Буска (пол. Jan z Buska ; ? — 5 ноября 1381) — польский государственный деятель, королевский секретарь (с 1347), первый подканцлер коронный (1360—1364). Представлял интересы короля Польши Казимира III при папском дворе в Авиньоне в 1360—1368 годах.
Предположительно, родился в Буско-Здруй. Изучал право в университете Падуи.
В 1346 г. стал писарем короля Казимира III, с 1347 г. — королевским секретарём, придворным нотариусом и королевским протонотариусом с 1356 г.
Служил священником малогойским, канцлером гнезненским (1359), в 1368—1370 был каноником кафедральным краковским, гнезненским, познаньским и вроцлавским.